# Liparophyllum exaltatum
Liparophyllum exaltatum är en vattenklöverväxtart som först beskrevs av John Sims, och fick sitt nu gällande namn av Tippery och Les. Liparophyllum exaltatum ingår i släktet Liparophyllum och familjen vattenklöverväxter. Inga underarter finns listade i Catalogue of Life.